# Konsortium
Ein Konsortium (von lateinisch consortium; seltener auch Syndikat genannt, von französisch syndicat) ist ein Unternehmenszusammenschluss mehrerer rechtlich und wirtschaftlich selbständig bleibender Unternehmen zur zeitlich begrenzten Durchführung eines vereinbarten Geschäftszwecks. Die Mitglieder eines Konsortiums werden auch Konsorten genannt.

## Zweck
Konsortien werden in der Regel zu zwei unterschiedlichen Zwecken gegründet:
- Ein Konsortium aus Unternehmen derselben Branche (z. B. Banken, Versicherungen) hat den Zweck, ein großvolumiges Geschäft in rechnerisch exakte Anteile zu zerlegen. Es gibt üblicherweise keine gesamtschuldnerische Haftung für das Geschäft. Der einzelne Konsorte ist nur mit seinem bezifferten Anteil am Risiko und Gewinn beteiligt.

Solche Konsortien werden gebildet, wenn die Auftragshöhe oder das Geschäftsvolumen für ein einzelnes Unternehmen zu groß ist oder wenn für ein einzelnes Unternehmen hierdurch zu einseitige Geschäftsrisiken entstehen würden. Durch Verteilung auf verschiedene, nicht konzernverbundene Unternehmen wird dieses Risiko gemindert. Das Konsortium ist damit ein wesentliches Instrument der Risikostreuung. Aus der Sicht des Kunden hat ein solches Konsortium den Vorteil, ein großes Geschäft nur mit dem Konsortialführer abschließen zu können (der die Konditionen intern mit den Konsorten abstimmt) und nicht mit einer Vielzahl von Unternehmen über deren unterschiedliche Preise und Konditionen verhandeln zu müssen.
- Ein Konsortium aus Unternehmen verschiedener Branchen zur Errichtung einer großen, komplexen Industrieanlage oder ähnlicher Projekte, bei der die Konsorten dem Auftraggeber gesamtschuldnerisch für die Erfüllung des gesamten Vertrages haften, sie intern aber nur für ihren jeweiligen Liefer- und Leistungsanteil (z. B. Bau, Stahlbau, Elektroausrüstung, Maschinen, Prozesssteuerung, Know-how etc.) verantwortlich sind und ihn selbständig ausführen.

Bei diesen Konsortien gibt es keine Kapitalbeteiligung, keine Einlage, keine prozentuale oder bezifferte Beteiligung und regelmäßig kein Gesamthandseigentum. In der Regel trägt jeder Konsorte alle Risiken im Zusammenhang mit seinem Liefer- und Leistungsanteil. Treffen die Risiken mehrere oder alle Partner, werden sie im Verhältnis des Wertes ihrer Liefer- und Leistungsanteile aufgeteilt, wobei sich dieser Wert durch Änderungen und Ergänzungen ändern kann. Ob ein Konsorte einen Gewinn oder Verlust aus dem Geschäft erwirtschaftet, ist allein seine Sache. Insbesondere bei internationalen Konsortien werden regelmäßig Schiedsvereinbarungen getroffen, was zur Folge hat, dass deutsche (und andere nationale) Gerichte kaum mit der Materie befasst werden.
Ein Konsortium endet, wenn das Konsortialgeschäft abgewickelt ist und alle Gewährleistungsfälle und sonstigen Streitigkeiten erledigt sind, was im Einzelfall viele Jahre nach der Beendigung des Projektes sein kann.

## Wortherkunft und Geschichte
Das seit dem 16. Jahrhundert bezeugte Wort Konsorten ist aus lateinisch con-sortes, dem Plural von consors (consortis) entlehnt und bedeutet „den gleichen Anteil habend, Gefährte, Mitgenosse“. Ohne eine Wertung wurde Konsorten zuerst im Sinne von Schicksalsgenosse, Gefährten gebraucht. Die Wendung „und Konsorten“ mit vorangestelltem Eigennamen entwickelte sich zur selben Zeit in der Rechtssprache in der Anklageformulierung „X und Konsorten“ (Kumpane, Mittäter). Die umgangssprachliche Bedeutung schwankt bis heute zwischen neutral und leicht abschätzig. Dennoch konnte sich im 17. Jahrhundert aus consors über consortium das deutsche Fremdwort Konsortium entwickeln. Herkömmlich führen Gesellschaften im Bugsiergeschäft der Freien und Hansestadt Hamburg oftmals die Bezeichnung und Consorten im Firmennamen – einschließlich der Abkürzung & Cons.
Im Dezember 1150 verpachteten die italienischen Konsuln ihren Besitz und ihr Einkommen in Tortosa für 29 Jahre an ein Konsortium, das sich im Gegenzug verpflichtete, Tortosa für Genua zu schützen. Im Januar 1152 folgte die Verpfändung des Salzes für 20 Jahre an ein Konsortium. Kaiser Ferdinand II. verpachtete am 18. Januar 1622 das Münzmonopol an ein Konsortium hoher Herren, darunter Fürst Liechtenstein, Wallenstein und andere für 6 Millionen Gulden; mit dem Erlös des Konsortiums finanzierte Ferdinand seine Kriege. Das Deutsche Kaiserreich nahm zur Finanzierung der Entwicklung des Verkehrswesens zahlreiche Anleihen auf, zu deren Platzierung Banken benötigt wurden. Zu diesem Zweck entstand im Juli 1859 das Preußenkonsortium, das ab 1867 regelmäßige Treffen organisierte. Als deutschlandweit operierendes Bankenkonsortium umfasste es 39 Mitgliedsbanken. Dem Bundesanleihekonsortium unter der Konsortialführung der Deutschen Bundesbank – die selbst keine Konsortialquote übernimmt – obliegt die Abwicklung von Anleiheemissionen des Bundes und der Sondervermögen des Bundes. Es wurde 1952 als Nachfolgerin des Reichsanleihekonsortiums gegründet und stellt das größte Dauerkonsortium dar. Es wurde im Dezember 1997 aufgelöst, nachdem positive Erfahrungen mit der Preisfindung im Tenderverfahren gemacht wurden; bei seiner Auflösung bestand es aus 87 Konsorten.

## Arten
Zu unterscheiden sind das Außenkonsortium („offenes Konsortium“) und das Innenkonsortium („stilles Konsortium“). Der Konsortialvertrag wird beim Außenkonsortium zwischen allen Konsorten und dem gemeinsamen Kunden geschlossen, so dass diesem die Konsortialmitglieder bekannt sind. Dennoch wird hier – zumindest zwecks Koordination im Konsortium – ein Konsortialführer bestimmt, der vertraglich berechtigt ist, die Verhandlungen mit dem Kunden im Namen und für Rechnung des Konsortiums zu führen sowie die Kundenzahlungen einzuziehen und an die Konsorten zu verteilen. Beim Innenkonsortium hingegen tritt der Konsortialführer wie ein Generalunternehmer gegenüber dem Kunden auf und legt nicht offen, dass er ein Konsortium anführt. Allerdings werden die Kundenaufträge nicht als Teilleistungen an die Konsorten vergeben, sondern im Innenverhältnis wie beim Außenkonsortium verteilt.
Häufigste Formen sind das Bankenkonsortium bei Krediten oder Wertpapieremissionen, der Sicherheitenpool für die gemeinsame Verwaltung von Kreditsicherheiten oder das Anlagenbaukonsortium bei der Realisierung von Großprojekten. Zudem schließen sich auch Versicherungen zu Konsortien zusammen, um Großrisiken zu reduzieren; alternativ verbleibt noch die Möglichkeit der Rückversicherung. Die in diesem Zusammenhang oft genannten Lloyd’s of London sind jedoch kein Konsortium, sondern ein geregelter Markt für Versicherungen, die (gegebenenfalls anteilig) von den bei Lloyd’s tätigen Syndicates abgeschlossen werden.

## Rechtsgrundlagen
Die in einem Konsortium zusammengefassten Unternehmen bilden nach deutschem Recht eine Gesellschaft bürgerlichen Rechts nach den §§ 705 ff. BGB.
Das Außenkonsortium tritt mit dem Geschäftspartner als solches in Vertragsbeziehungen, wobei der Konsortialführer gegenüber dem Geschäftspartner im Namen des Konsortiums handelt. Die Konsorten werden auch beim offenen Innenkonsortium dem Geschäftspartner bekannt gegeben. Beim Innenkonsortium handelt der Konsortialführer ausschließlich im eigenen Namen, aber für Rechnung der Partner. Rechtsbeziehungen bestehen beim Innenkonsortium ebenfalls nur zwischen dem Kunden und dem Konsortialführer. Nur als Außenkonsortium genießt es Rechts- und Parteifähigkeit und kann somit Inhaber einer Forderung oder Schuldnerin des Geschäftspartners werden. Nach der Rechtsprechung des BGH haften die Konsorten akzessorisch für Pflichtverletzungen der Konsortialführerin.
Diese Außenhaftung kann im Konsortialvertrag innerhalb des Konsortiums verteilt werden. Für das Innenverhältnis zwischen Konsortialführer und Konsorten gelten die Vorschriften über den Geschäftsbesorgungsvertrag (§§ 675 ff. BGB). Beim zentralisierten Konsortium wird die Geschäftsabwicklung vom Konsortialführer übernommen, der im Innenverhältnis mit den Konsorten quotal abrechnet, weswegen das Innenkonsortium regelmäßig als zentralisiertes Konsortium geführt wird. Alleiniger Gläubiger der Forderungen und alleiniger Schuldner der Verbindlichkeiten ist in beiden Fällen der Konsortialführer, so dass der Geschäftspartner auch nur gegen diesen eine Forderung/Verbindlichkeit bilanzieren muss.

## Konsortialführer
Der oder die Konsortialführer übernimmt als primus inter pares die Koordination zwischen dem Konsortium und dem Geschäftspartner sowohl bei der Erstellung des Konsortialvertrages als auch bei der Abwicklung des Konsortialgeschäfts. Abweichend von § 709 BGB liegt die Geschäftsführungsbefugnis beim Konsortialführer, die mindestens die Führung der Verhandlungen mit dem Geschäftspartner umfasst. In der Regel tragen die Konsortialführer auch eine höhere Konsortialquote als die übrigen Konsorten. Um die Haftung der Konsorten auf ihre Konsortialquoten zu beschränken, ist eine ausdrückliche Haftungsbegrenzung im Konsortialvertrag erforderlich, wobei eine nach außen kenntlich gemachte Regelung im Innenverhältnis nicht genügt.

## Konsortialvertrag
Der Konsortialvertrag ist zu unterscheiden von dem Vertrag über den Geschäftsgegenstand (etwa ein Kreditvertrag oder ein Bauvertrag), der den hierfür vorgesehenen gesetzlichen Regelungen (also Darlehens- oder Werkvertragsrecht) folgt. Konsortialtypische Regelungen wie etwa die Führung des Konsortiums oder die Haftungsquoten der Konsorten folgen den Bestimmungen der §§ 705 ff. in Verbindung mit § 675 BGB. Im Außenkonsortium wird der Konsortialvertrag im Namen der Konsorten abgeschlossen, der Konsortialführer vertritt dabei die Konsorten gegenüber dem Geschäftspartner.
Bei einem Anlagenbau grenzen die Konsorten im Konsortialvertrag die Leistungsbereiche untereinander ab (Nahtstellen) und treffen vor allem Haftungsregelungen für den Fall, dass der Geschäftspartner einen Konsorten für einen Fehler in Anspruch nimmt, den ein anderer Konsorte verursacht hat.

## Englischer Sprachraum

### Bankenkonsortien
Ein Bankenkreditkonsortium wird im englischen Sprachraum syndicate oder pool, seltener consortium genannt. Die britische Loan Market Association (LMA) und das US-Pendant Loan Syndications and Trading Association haben sich darauf spezialisiert, standardisierte Konsortialverträge zu entwickeln, um den Konsorten und ihren Kunden die Verhandlungen über den Konsortialgegenstand und das Innenverhältnis im Konsortium zu erleichtern. Dabei wurden Klauseln entwickelt, die Eingang auch in die deutsche Vertragspraxis gefunden haben. Die Verträge sind nach dem angelsächsischen Recht des Case law aufgebaut und definieren jedwede auch nur als unwahrscheinlich erachtete Situation. Bestimmte Mindestbausteine (englisch boiler plates) befassen sich mit den vertragserheblichen Rechtsfragen.
Der Kreditnehmer wird vom Kreditgeber in den LMA-Musterverträgen zu Zusicherungen verpflichtet, die darauf abzielen, die ursprüngliche Geschäftsgrundlage bei der Kreditzusage auch während der Kreditlaufzeit aufrechtzuerhalten. Es gibt Zusicherungen, die der Kreditnehmer bereits vor Auszahlung/Bereitstellung des Kredits erfüllt haben muss (conditions precedent; siehe Auszahlungsvoraussetzung und Konditionalität) und solche, die er während der Kreditlaufzeit ununterbrochen einzuhalten hat (Covenants im engeren Sinne). Der Kreditnehmer macht hierbei dem Kreditgeber gegenüber Zusicherungen in Form von Non-Financial Covenants durch Positiv-, Negativ- oder Gleichrangklauseln (Pari-passu-Klausel), die spätere Sicherheitenstellung an andere Gläubiger verbieten, sofern der Kreditgeber nicht gleichgestellt wird. Ferner gehören hierzu die Material Adverse Change-Klauseln, die anhand von einzeln aufgeführten Beispielen eine wesentliche Verschlechterung der wirtschaftlichen und/oder rechtlichen Verhältnisse des Kreditnehmers definieren und bei deren Eintreffen Nachbesicherungspflichten oder gar eine Kreditkündigung auslösen. Letzteres trifft auch auf Cross-Default-Klauseln zu, wenn der Schuldner Verträge mit dritten Gläubigern verletzt. Außerdem verpflichtet sich hier der Kreditnehmer, vertraglich genau festgelegte Informationen zu bestimmten Terminen dem Kreditgeber zur Verfügung zu stellen (z. B. Quartalsberichte, Bestätigungen über die Einhaltung zumindest der Financial covenants).
Haftungsklauseln enthalten Regelungen, die die Haftung des Konsortialführers einschränken. Danach übernimmt der Konsortialführer keine Verantwortung für die Angemessenheit (englisch fairness), Richtigkeit (englisch accuracy) und Vollständigkeit (englisch completeness) getroffener Vereinbarungen (Ziff. 32.8a Mustervertrag). Ein Haftungsausschluss ist zudem nach Ziff. 32.8b Mustervertrag für die Rechtmäßigkeit (englisch legality), Gültigkeit (englisch validity), Wirksamkeit (englisch effectiveness) und Vollstreckbarkeit (englisch enforceablilty) von Finanzierungsdokumenten vorgesehen. Zudem ist es üblich, die Haftung des Konsortialführers auf Vorsatz und grobe Fahrlässigkeit zu beschränken (Ziffer 32.9a). Beim Konsortialvertrag handelt es sich um einen Gesellschaftsvertrag nach §§ 705 ff. BGB, der nach § 310 Abs. 4 BGB von der Anwendung der AGB-Bestimmungen nach §§ 305 ff. BGB ausgenommen ist. Derartige Freizeichnungsklauseln halten deshalb deutschem Recht stand.

### Anlagenbaukonsortien
Im internationalen Geschäft werden Konsortien zum Bau von Industrieanlagen oder Großprojekten regelmäßig aufgrund eines Consortium Agreement abgeschlossen. Die im deutschen Baugeschäft häufig verwendete Dach-Arbeitsgemeinschaft ist international nicht bekannt. Es gibt kein allgemein eingeführtes standardisiertes Vertragsmuster, jedoch haben sich aus den immer gleichen Problemstellungen übliche Formulierungen entwickelt, die so oder ähnlich in einer Vielzahl von Konsortialverträgen vereinbart werden. Regelmäßig werden Schiedsvereinbarungen getroffen, in denen jedoch deutsches Recht äußerst selten vereinbart wird.